# 699
699 (DCXCIX) fue un año común comenzado en miércoles del calendario juliano, en vigor en aquella fecha.

## Acontecimientos
- Tropas omeyas invaden Armenia y sojuzgan al príncipe Smbat VI Bagratuni. El Cáucaso Sur se convierte en un virreinato llamado Emirato de Armenia y es dividido en cuatro regiones: Albania caucásica, Iberia caucásica, el área alrededor del río Aras y Taron (hoy Turquía).[1][2]
- Japón: El monje ascético En no Ozunu es exiliado a la isla de Izu Ōshima, acusado de confundir la mente de las personas con magia. Posteriormente sería reconocido como el fundador de la religión folklórica japonesa Shugendō.

## Nacimientos
- Dagoberto III, rey franco merovingio.
- Abu Hanífah, teólogo y jurista musulmán.
- Wang Wei, estadista y poeta chino.

## Fallecimientos
- Sexburga de Ely, reina de Kent.